# Bollingen Foundation
La Bollingen Foundation fue una fundación educativa creada en la línea de una editorial universitaria en 1945. Su denominación proviene de la Torre de Bollingen, la casa solariega de Carl Gustav Jung en Bollingen, Suiza. La financiación fue proporcionada por Paul Mellon y su esposa Mary Conover Mellon. La Fundación quedó inactiva en 1968 y sus publicaciones fueron luego reeditadas por Princeton University Press. En la actualidad Philemon Foundation es considerada su sucesora.

## Historia

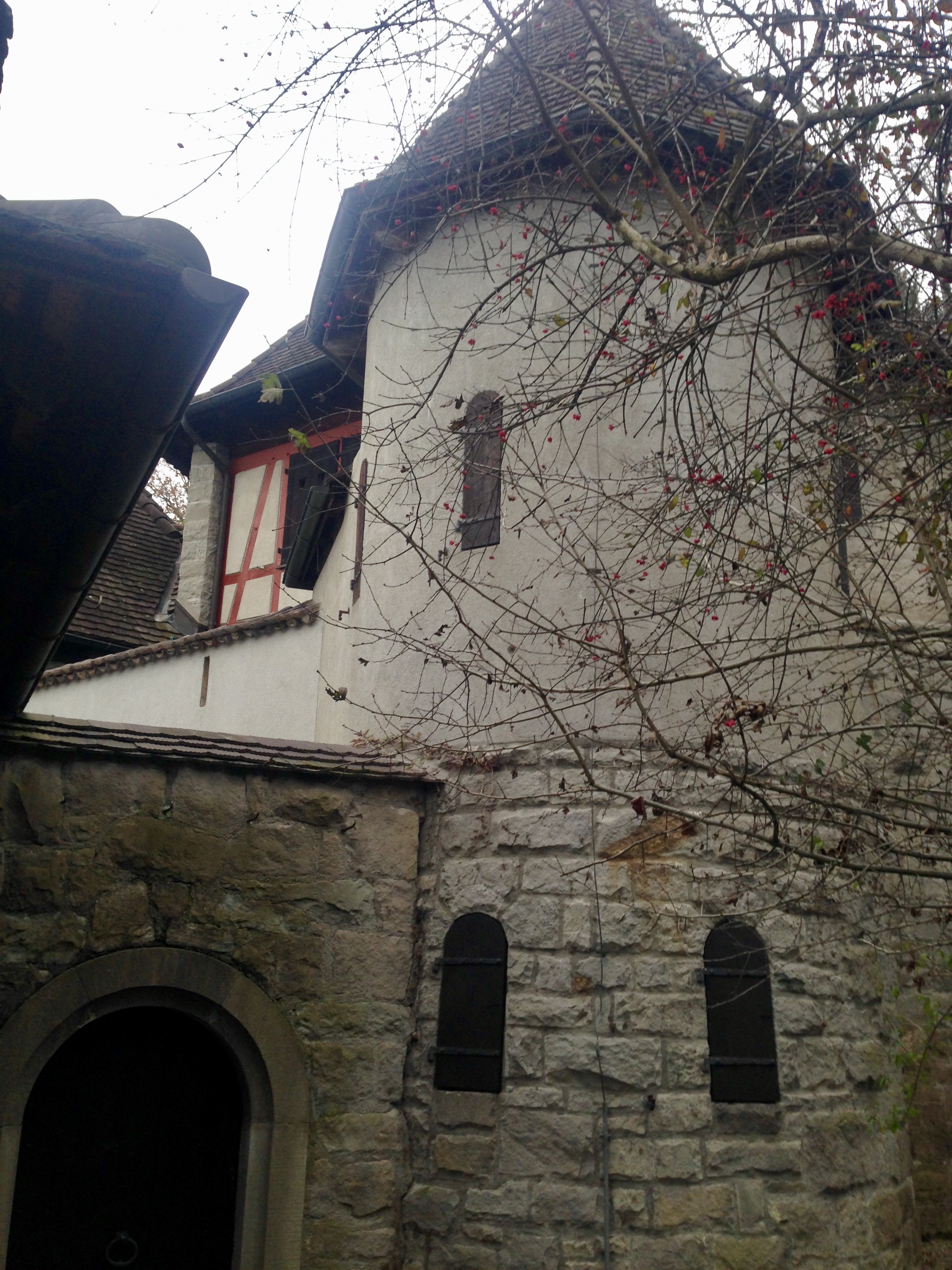
Torre de Bollingen.

Inicialmente la Fundación se dedicó a la difusión de la obra de Jung, que era un interés particular de Mary Conover Mellon. Las Bollingen Series de libros que patrocinó incluye ahora más de 250 volúmenes relacionados. La Bollingen Foundation también concedió más de 300 becas. Estas becas fueron un importante y continuo recurso de financiación para los poetas Saint-John Perse y Marianne Moore, científicos como Károly Kerényi y Mircea Eliade, artistas como Isamu Noguchi, entre muchos otros. La Fundación también patrocinó las A. W. Mellon Lectures en la National Gallery of Art.
En 1948, la Fundación donó 10 000 $ a la Library of Congress con la finalidad de invertir 1000 $ en el Bollingen Prize a la mejor poesía de cada año. Los miembros de la Library of Congress, que ese año incluían a T. S. Eliot, W. H. Auden y Conrad Aiken, otorgaron el premio de 1949 a Ezra Pound por su obra de 1948 Los Cantos. Su elección fue muy controvertida, en particular debido al posicionamiento fascista y antisemita de Pound. Después de la publicación de dos artículos sumamente negativos por Robert Hillyer en el Saturday Review of Literature, el Congreso de los Estados Unidos aprobó una resolución que suspendía eficazmente la implicación de la Library of Congress con el premio. Los fondos restantes fueron devueltos a la Fundación. En 1950, el Bollingen Prize continuó bajo los auspicios de la Yale University Library, que otorgó el premio de 1950 a Wallace Stevens.
En 1968, la Fundación finalizó su actividad. Fue subsumida en gran parte en la Andrew W. Mellon Foundation, que continuó financiando el Bollingen Prize. Las Bollingen Series fueron dadas a Princeton University Press a fin de continuarlas y completarlas. Durante su vida útil, la Bollingen Foundation gastó unos 20 millones de $. Thomas Bender escribió:

"Cuando Paul Mellon decidió disolver en 1963 la Bollingen Foundation, dijo que la generación fundadora había llegado a la edad de la jubilación, y sería difícil para otros mantener la misión original y sus normas. Lo que podría haber dicho era que la Bollingen Foundation fue la obra de una sola generación. Durante dos décadas, sus inquietudes habían estado en el centro de la vida intelectual de Occidente, pero la década de los 60 presenció un cambio en las preocupaciones culturales e inquietudes cruciales del entendimiento en los Estados Unidos y Europa".

## Las Bollingen Series
Una gran cantidad de textos de las Bollingen Series que se publicaron en la versión original de Pantheon Books y en las primeras ediciones de Princeton University Press están ahora fuera de impresión, y el sitio web de Princeton Press no proporciona una lista completa, omitiendo algunos de los textos clave de las Series y algunos de visión grandiosa, como por ejemplo, The Egyptian Religious Texts. Una lista de las obras de la serie, completa hasta 1982, aparece como un apéndice del libro de William McGuire Bollingen: An Adventure in Collecting the Past (1982), pp. 295-309. La lista a continuación se basa en la lista de McGuire y la información que aparece en los volúmenes individuales, con la ayuda del sitio web de Princeton y del catálogo en línea de la Library of Congress.

### Números 1 al 34
| Título                                                                                      | Título del volumen                                                                                               | Autor(es)                               | Traductor(es)                                       | Editor(es)                                                  | ISBN          | Año              | Serie Bollingen N.º |
| ------------------------------------------------------------------------------------------- | --- | --------------------------------------- | --------------------------------------------------- | ----------------------------------------------------------- | ------------- | ---------------- | ------------------- |
| Where the Two Came to Their Father: A Navaho War Ceremonial                                 | | Jeff King, Maud Oakes y Joseph Campbell |                                                     |                                                             |               | 1943, 1969       | 1                   |
| The Devil's Share                                                                           | | Denis de Rougemont                      | Haakon Chevalier                                    |                                                             |               | 1944, 1945       | 2                   |
| The Timæus and the Critias or Atlanticus                                                    | | Platón                                  | Thomas Taylor                                       |                                                             |               | 1944             | 3                   |
| Prehistoric Cave Paintings                                                                  | | Max Raphael                             | Norbert Guterman                                    |                                                             |               | 1945             | 4                   |
| The Road of Life and Death: A Ritual Drama of the American Indians                          | | Paul Radin                              |                                                     |                                                             |               | 1945             | 5                   |
| Myths and Symbols of Indian Art and Civilization                                            | | Heinrich Zimmer                         |                                                     | Joseph Campbell                                             | 0-691-09800-X | 1946             | 6                   |
| The Symbolic Goldfinch: Its History and Significance in European Devotional Art             | | Herbert Friedmann                       |                                                     |                                                             |               | 1946             | 7                   |
| Prehistoric Pottery and Civilization in Egypt                                               | | Max Raphael                             | Norbert Guterman                                    |                                                             |               | 1947             | 8                   |
| On the Iliad                                                                                | | Rachel Bespaloff                        | Mary McCarthy                                       |                                                             | 0-691-09806-9 | 1947             | 9                   |
| Psychic Energy: Its Source and Goal                                                         | | M. Esther Harding                       |                                                     | Prefacio: C. G. Jung                                        |               | 1947, 1963       | 10                  |
| The King and the Corpse: Tales of the Soul's Conquest of Evil                               | | Heinrich Zimmer                         |                                                     | Joseph Campbell                                             | 0-691-09779-8 | 1948, 1956       | 11                  |
| The Limits of Art: Poetry and Prose Chosen by Ancient and Modern Critics                    | | Antología                               |                                                     | Huntington Cairns                                           |               | 1948             | 12                  |
| Egyptian Servant Statues                                                                    | | James H. Breasted, Jr.                  |                                                     |                                                             |               | 1948             | 13                  |
| Corpus of Ancient Near Eastern Seals in North American Collections                          | The Collection of the Pierpont Morgan Library, in 2 parts                                                        |                                         |                                                     | Edith Porada, Briggs Buchanan                               |               | 1948             | 14:1                |
| Corpus of Ancient Near Eastern Seals in North American Collections                          | Stamp Seals and Finger Rings                                                                                     |                                         |                                                     |                                                             |               | Ninguno          | 14:2                |
| Exile and Other Poems                                                                       | | Saint-John Perse                        | Denis Devlin                                        |                                                             |               | 1949, 1953       | 15                  |
| Lectures in Criticism                                                                       | | Múltiple                                |                                                     | Introduction: Huntington Cairns                             |               | 1949             | 16                  |
| The Hero with a Thousand Faces                                                              | | Joseph Campbell                         |                                                     |                                                             |               | 1949, 1968       | 17                  |
| Navaho Religion: A Study of Symbolism                                                       | | Gladys A. Reichard                      |                                                     | 2ª edición. Prefacio: Oliver La Farge                       | 0-691-09801-8 | 1950, 1963       | 18                  |
| The I Ching, or Book of Changes                                                             | |                                         | Richard Wilhelm en alemán, Cary F. Baynes en inglés | Prefacio: C. G. Jung; 3ª edición. Prefacio: Hellmut Wilhelm | 0-691-09750-X | 1950, 1961, 1967 | 19:1                |
| Lectures on the I Ching: Constancy and Change                                               | | Richard Wilhelm                         | Irene Eber                                          |                                                             |               | 1979             | 19:2                |
| The Collected Works of C. G. Jung                                                           | Volume 1. Psychiatric Studies                                                                                    | C. G. Jung                              | R. F. C. Hull                                       |                                                             | 0-691-09768-2 | 1957, 1970       | 20:1                |
| The Collected Works of C. G. Jung                                                           | Volume 2. Experimental Researches                                                                                | C. G. Jung                              | Leopold Stein, Diana Riviere                        |                                                             | 0-691-09764-X | 1973             | 20:2                |
| The Collected Works of C. G. Jung                                                           | Volume 3. The Psychogenesis of Mental Disease                                                                    | C. G. Jung                              | R. F. C. Hull                                       |                                                             | 0-691-09769-0 | 1960             | 20:3                |
| The Collected Works of C. G. Jung                                                           | Volume 4. Freud and Psychoanalysis                                                                               | C. G. Jung                              | R. F. C. Hull                                       |                                                             | 0-691-09765-8 | 1961             | 20:4                |
| The Collected Works of C. G. Jung                                                           | Volume 5. Symbols of Transformation                                                                              | C. G. Jung                              | R. F. C. Hull                                       |                                                             |               | 1956, 1967       | 20:5                |
| The Collected Works of C. G. Jung                                                           | Volume 6. Psychological Types                                                                                    | C. G. Jung                              | R. F. C. Hull, H. C. Baynes                         |                                                             | 0-691-09770-4 | 1971             | 20:6                |
| The Collected Works of C. G. Jung                                                           | Volume 7. Two Essays on Analytical Psychology                                                                    | C. G. Jung                              | R. F. C. Hull                                       |                                                             |               | 1953, 1966       | 20:7                |
| The Collected Works of C. G. Jung                                                           | Volume 8. The Structure and Dynamics of the Psyche                                                               | C. G. Jung                              | R. F. C. Hull                                       |                                                             | 0-691-09774-7 | 1960, 1969       | 20:8                |
| The Collected Works of C. G. Jung                                                           | Volume 9, Part 1 - The Archetypes and the Collective Unconscious                                                 | C. G. Jung                              | R. F. C. Hull                                       |                                                             | 0-691-01833-5 | 1959, 1968       | 20:9.1              |
| The Collected Works of C. G. Jung                                                           | Volume 9, Part 2 - Aion: Researches into the Phenomenology of the Self                                           | C. G. Jung                              | R. F. C. Hull                                       |                                                             | 0-691-09759-3 | 1959, 1968       | 20:9.2              |
| The Collected Works of C. G. Jung                                                           | Volume 10. Civilization in Transition                                                                            | C. G. Jung                              | R. F. C. Hull                                       |                                                             | 0-691-09762-3 | 1964, 1970       | 20:10               |
| The Collected Works of C. G. Jung                                                           | Volume 11. Psychology and Religion: West and East                                                                | C. G. Jung                              | R. F. C. Hull                                       |                                                             | 0-691-09772-0 | 1958, 1969       | 20:11               |
| The Collected Works of C. G. Jung                                                           | Volume 12. Psychology and Alchemy                                                                                | C. G. Jung                              | R. F. C. Hull                                       |                                                             | 0-691-09771-2 | 1953, 1968       | 20:12               |
| The Collected Works of C. G. Jung                                                           | Volume 13. Alchemical Studies                                                                                    | C. G. Jung                              | R. F. C. Hull                                       |                                                             |               | 1967             | 20:13               |
| The Collected Works of C. G. Jung                                                           | Volume 14. Mysterium Coniunctionis: An Inquiry Into the Separation and Synthesis of Psychic Opposites in Alchemy | C. G. Jung                              | R. F. C. Hull                                       |                                                             | 0-691-09766-6 | 1963, 1970       | 20:14               |
| The Collected Works of C. G. Jung                                                           | Volume 15. The Spirit in Man, Art, and Literature                                                                | C. G. Jung                              | R. F. C. Hull                                       |                                                             |               | 1966             | 20:15               |
| The Collected Works of C. G. Jung                                                           | Volume 16. The Practice of Psychotherapy                                                                         | C. G. Jung                              | R. F. C. Hull                                       |                                                             | 0-691-09767-4 | 1954, 1966       | 20:16               |
| The Collected Works of C. G. Jung                                                           | Volume 17. The Development of Personality                                                                        | C. G. Jung                              | R. F. C. Hull                                       |                                                             | 0-691-09763-1 | 1954             | 20:17               |
| The Collected Works of C. G. Jung                                                           | Volume 18. The Symbolic Life. Miscellaneous Writings                                                             | C. G. Jung                              | R. F. C. Hull                                       |                                                             | 0-691-09890-1 | 1976             | 20:18               |
| The Collected Works of C. G. Jung                                                           | Volume 19. General Bibliography of C. G. Jung's Writings                                                         | Lisa Ress                               |                                                     |                                                             | 0-691-09893-X | 1979             | 20:19               |
| The Collected Works of C. G. Jung                                                           | Volume 20. General Index                                                                                         | Barbara Forryan y Janet M. Glover       |                                                     |                                                             | 0-691-09867-0 | 1979             | 20:20               |
| The Collected Works of C. G. Jung                                                           | Supplementary Volume A - The Zofingia Lectures                                                                   | C. G. Jung                              | Jan van Heurck                                      | Introducción: Marie-Louise von Franz                        | 0-691-09899-9 | 1983             | 20:A                |
| Religion and the Cure of Souls in Jung's Psychology                                         | | Hans Schaer                             | R. F. C. Hull                                       |                                                             |               | 1950             | 21                  |
| Essays on a Science of Mythology: The Myth of the Divine Child and the Mysteries of Eleusis | | C. G. Jung y Károly Kerényi             | R. F. C. Hull                                       |                                                             | 0-691-09851-4 | 1949, 1959       | 22                  |
| The Hieroglyphics of Horapollo                                                              | | Horapollo Niliacus                      | George Boas                                         |                                                             |               | 1950             | 23                  |
| The Psychology of Art                                                                       | Museum Without Walls                                                                                             | André Malraux                           | Stuart Gilbert                                      |                                                             |               | 1949             | 24:1                |
| The Psychology of Art                                                                       | The Creative Act                                                                                                 | André Malraux                           | Stuart Gilbert                                      |                                                             |               | 1949             | 24:2                |
| The Psychology of Art                                                                       | The Twilight of the Absolute                                                                                     | André Malraux                           | Stuart Gilbert                                      |                                                             |               | 1950             | 24:3                |
| The Dream of Poliphilo                                                                      | | Mary Hottinger                          | Relacionado e interpretado: Linda Fierz-David       |                                                             |               | 1950             | 25                  |
| Philosophies of India                                                                       | | Heinrich Zimmer                         |                                                     | Joseph Campbell                                             |               | 1951             | 26                  |
| The Two Crosses of Todos Santos: Survivals of Mayan Religious Ritual                        | | Maud Oakes                              |                                                     | Introducción: Paul Radin                                    |               | 1951             | 27                  |
| Paracelsus: Selected Writings                                                               | | Paracelso                               | Norbert Guterman                                    | Jolande Jacobi, prefacio: C. G. Jung                        |               | 1951, 1958       | 28                  |
| The Art of Letters: Lu Chi's "Wen Fu," A. D. 302                                            | | Lu Ji                                   | E. R. Hughes                                        | Prefacio: I. A. Richards                                    |               | 1951             | 29                  |
| Papers from the Eranos Yearbooks                                                            | Spirit and Nature                                                                                                |                                         | Joseph Campbell, Olga Fröbe-Kapteyn                 | Ralph Manheim                                               |               | 1954             | 30:1                |
| Papers from the Eranos Yearbooks                                                            | The Mysteries |                                         | Joseph Campbell, Olga Fröbe-Kapteyn                 | Ralph Manheim                                               |               | 1955             | 30:2                |
| Papers from the Eranos Yearbooks                                                            | Man and Time |                                         | Joseph Campbell, Olga Fröbe-Kapteyn                 | Ralph Manheim                                               |               | 1957             | 30:3                |
| Papers from the Eranos Yearbooks                                                            | Spiritual Disciplines                                                                                            |                                         | Joseph Campbell, Olga Fröbe-Kapteyn                 | Ralph Manheim                                               |               | 1960             | 30:4                |
| Papers from the Eranos Yearbooks                                                            | Man and Transformation                                                                                           |                                         | Joseph Campbell, Olga Fröbe-Kapteyn                 | Ralph Manheim                                               |               | 1964             | 30:5                |
| Papers from the Eranos Yearbooks                                                            | The Mystic Vision                                                                                                |                                         | Joseph Campbell, Olga Fröbe-Kapteyn                 | Ralph Manheim                                               |               | 1968             | 30:6                |
| C. G. Jung: Psychological Reflections. A New Anthology of His Writings, 1905-1961           | | C. G. Jung                              | R. F. C. Hull                                       | Jolande Jacobi y R. F. C. Hull                              | 0-691-09862-X | 1953, 1970       | 31                  |
| African Folktales and Sculpture                                                             | |                                         |                                                     | Paul Radin, Elinore Marvel, James Johnson Sweeney           |               | 1952, 1964       | 32                  |
| Selected Writings of Hugo von Hofmannsthal                                                  | Selected Prose                                                                                                   | Hugo von Hofmannsthal                   | Mary Hottinger, Tania Stern, James Stern            | Introducción: Hermann Broch                                 |               | 1952             | 33:1                |
| Selected Writings of Hugo von Hofmannsthal                                                  | Poems and Verse Plays                                                                                            | Hugo von Hofmannsthal                   | Múltiple                                            | Michael Hamburger, prefacio: T. S. Eliot                    |               | 1961             | 33:2                |
| Selected Writings of Hugo von Hofmannsthal                                                  | Selected Plays and Libretti                                                                                      | Hugo von Hofmannsthal                   | Múltiple                                            | Michael Hamburger                                           |               | 1963             | 33:3                |
| Winds                                                                                       | | Saint-John Perse                        | Hugh Chisholm                                       |                                                             |               | 1953, 1961       | 34                  |

### Número 35: Conferencias A. W. Mellon en Bellas Artes
Esta es la única parte de la serie Bollingen que continúa produciendo nuevos volúmenes.
| Título                                     | Título del volumen                                                                                                  | Autor(es)                          | Traductor(es) | Editor(es)  | ISBN          | Año                                                  | Serie Bollingen N.º |
| ------------------------------------------ | --- | ---------------------------------- | ------------- | ----------- | ------------- | ---------------------------------------------------- | ------------------- |
| The A. W. Mellon Lectures in the Fine Arts | Creative Intuition in Art and Poetry - 1952                                                                         | Jacques Maritain                   |               |             | 0-691-09789-5 | 1953                                                 | 35:1                |
| The A. W. Mellon Lectures in the Fine Arts | The Nude: A Study in Ideal Form - 1953                                                                              | Kenneth Clark                      |               |             |               | 1956                                                 | 35:2                |
| The A. W. Mellon Lectures in the Fine Arts | The Art of Sculpture - 1954                                                                                         | Herbert Read                       |               |             |               | 1956, 1961                                           | 35:3                |
| The A. W. Mellon Lectures in the Fine Arts | Painting and Reality - 1955                                                                                         | Étienne Gilson                     |               |             |               | 1957, 1968                                           | 35:4                |
| The A. W. Mellon Lectures in the Fine Arts | Art and Illusion: A Study in the Psychology of Pictorial Representation - 1956                                      | E. H. Gombrich                     |               |             |               | 1960, 1961                                           | 35:5                |
| The A. W. Mellon Lectures in the Fine Arts | The Eternal Present: The Beginnings of Art - 1957                                                                   | S. Giedion                         |               |             |               | 1962                                                 | 35:6.1              |
| The A. W. Mellon Lectures in the Fine Arts | The Eternal Present: The Beginnings of Architecture - 1957                                                          | S. Giedion                         |               |             |               | 1964                                                 | 35:6.2              |
| The A. W. Mellon Lectures in the Fine Arts | Nicolas Poussin - 1958, 2 volumes, boxed                                                                            | Anthony Blunt                      |               |             |               | 1967                                                 | 35:7.1-2            |
| The A. W. Mellon Lectures in the Fine Arts | Of Divers Arts - 1959                                                                                               | Naum Gabo                          |               |             |               | 1962                                                 | 35:8                |
| The A. W. Mellon Lectures in the Fine Arts | Horace Walpole - 1960                                                                                               | Wilmarth Sheldon Lewis             |               |             |               | 1960                                                 | 35:9                |
| The A. W. Mellon Lectures in the Fine Arts | Christian Iconography: A Study of Its Origins - 1961                                                                | André Grabar                       |               |             |               | 1968                                                 | 35:10               |
| The A. W. Mellon Lectures in the Fine Arts | Blake and Tradition - 1962, 2 volumes, boxed                                                                        | Kathleen Raine                     |               |             |               | 1968                                                 | 35:11.1-2           |
| The A. W. Mellon Lectures in the Fine Arts | The Portrait in the Renaissance - 1963                                                                              | John Pope-Hennessy                 |               |             |               | 1966                                                 | 35:12               |
| The A. W. Mellon Lectures in the Fine Arts | On Quality in Art: Criteria of Excellence, Past and Present - 1964                                                  | Jakob Rosenberg                    |               |             |               | 1967                                                 | 35:13               |
| The A. W. Mellon Lectures in the Fine Arts | The Origins of Romanticism - 1965                                                                                   | Isaiah Berlin                      |               |             |               | Véase 35:45                                          | [35:14]             |
| The A. W. Mellon Lectures in the Fine Arts | Visionary and Dreamer, Two Poetic Painters: Samuel Palmer and Edward Burne-Jones - 1966                             | David Cecil                        |               |             |               | 1969                                                 | 35:15               |
| The A. W. Mellon Lectures in the Fine Arts | Mnemosyne: The Parallel between Literature and the Visual Arts - 1967                                               | Mario Praz                         |               |             | 0-691-09857-3 | 1970                                                 | 35:16               |
| The A. W. Mellon Lectures in the Fine Arts | Imaginative Literature and Painting - 1968                                                                          | Stephen Spender                    |               |             |               | Ninguno                                              | [35:17]             |
| The A. W. Mellon Lectures in the Fine Arts | Art as a Mode of Knowledge - 1969                                                                                   | Jacob Bronowski                    |               |             |               | MIT                                                  | [35:18]             |
| The A. W. Mellon Lectures in the Fine Arts | A History of Building Types - 1970                                                                                  | Nikolaus Pevsner                   |               |             | 0-691-09904-9 | 1976                                                 | 35:19               |
| The A. W. Mellon Lectures in the Fine Arts | Giorgio Vasari: The Man and the Book - 1971                                                                         | T. S. R. Boase                     |               |             |               | 1979                                                 | 35:20               |
| The A. W. Mellon Lectures in the Fine Arts | Leonardo da Vinci - 1972                                                                                            | Ludwig H. Heydenreich              |               |             |               | Ninguno                                              | [35:21]             |
| The A. W. Mellon Lectures in the Fine Arts | The Use and Abuse of Art - 1973                                                                                     | Jacques Barzun                     |               |             | 0-691-09903-0 | 1974                                                 | 35:22               |
| The A. W. Mellon Lectures in the Fine Arts | Nineteenth-Century Sculpture Reconsidered - 1974                                                                    | H. W. Janson                       |               |             |               | Tulane                                               | [35:23]             |
| The A. W. Mellon Lectures in the Fine Arts | Music in Europe in the Year 1776 - 1975                                                                             | H. C. Robbins Landon               |               |             |               | Ninguno                                              | [35:24]             |
| The A. W. Mellon Lectures in the Fine Arts | Reflections on Classical Greek Art - 1976 (a.k.a. Aspects of Classical Art)                                         | Peter von Blanckenhagen            |               |             |               | Ninguno                                              | [35:25]             |
| The A. W. Mellon Lectures in the Fine Arts | The Sack of Rome, 1527 - 1977                                                                                       | André Chastel                      | Beth Archer   |             | 0-691-09947-2 | 1982                                                 | 35:26               |
| The A. W. Mellon Lectures in the Fine Arts | The Rare Art Traditions: The History of Art Collecting and Its Linked Phenomena Wherever These Have Appeared - 1978 | Joseph Alsop                       |               |             | 0-06-010091-5 | 1982                                                 | 35:27               |
| The A. W. Mellon Lectures in the Fine Arts | Cézanne and America: Dealers, Collectors, Artists and Critics, 1891-1921 - 1979                                     | John Rewald, Frances Weitzenhoffer |               |             | 0-691-09960-X | 1989                                                 | 35:28               |
| The A. W. Mellon Lectures in the Fine Arts | Principles of Design in Ancient and Medieval Architecture - 1980                                                    | Peter Kidson                       |               |             |               | Ninguno                                              | [35:29]             |
| The A. W. Mellon Lectures in the Fine Arts | Palladian Architecture in England, 1615–1760 - 1981                                                                 | John Harris                        |               |             |               | Ninguno                                              | [35:30]             |
| The A. W. Mellon Lectures in the Fine Arts | The Burden of Michelangelo's Painting - 1982                                                                        | Leo Steinberg                      |               |             |               | Ninguno                                              | [35:31]             |
| The A. W. Mellon Lectures in the Fine Arts | The Shape of France - 1983                                                                                          | Vincent Scully                     |               |             |               | St. Martin's                                         | [35:32]             |
| The A. W. Mellon Lectures in the Fine Arts | Painting as an Art - 1984                                                                                           | Richard Wollheim                   |               |             | 0-691-09964-2 | 1987                                                 | 35:33               |
| The A. W. Mellon Lectures in the Fine Arts | The Villa: Form and Ideology of Country Houses, 1985                                                                | James S. Ackerman                  |               |             |               | 1990                                                 | 35:34               |
| The A. W. Mellon Lectures in the Fine Arts | Confessions of a Twentieth‑Century Composer - 1986                                                                  | Lukas Foss                         |               |             |               | Ninguno                                              | [35:35]             |
| The A. W. Mellon Lectures in the Fine Arts | Imago Dei: The Byzantine Apologia for Icons - 1987                                                                  | Jaroslav Pelikan                   |               |             | 0-691-14125-1 | Rústica 1990, 2011                                   | 35:36               |
| The A. W. Mellon Lectures in the Fine Arts | Only Connect...: Art and the Spectator in the Italian Renaissance - 1988                                            | John Shearman                      |               |             | 0-691-09972-3 | 1992                                                 | 35:37               |
| The A. W. Mellon Lectures in the Fine Arts | The Mediation of Ornament - 1989                                                                                    | Oleg Grabar                        |               |             | 0-691-04099-0 | 1992                                                 | 35:38               |
| The A. W. Mellon Lectures in the Fine Arts | Gold, Silver, and Bronze: Metal Sculpture of the Roman Baroque - 1990                                               | Jennifer Montagu                   |               |             | 0-691-02736-6 | 1996                                                 | 35:39               |
| The A. W. Mellon Lectures in the Fine Arts | Changing Faces: Art and Physiognomy through the Ages - 1991                                                         | Willibald Sauerländer              |               |             |               | Ninguno                                              | [35:40]             |
| The A. W. Mellon Lectures in the Fine Arts | On the Laws of the Poetic Art - 1992                                                                                | Anthony Hecht                      |               |             | 0-691-04363-9 | 1995                                                 | 35:41               |
| The A. W. Mellon Lectures in the Fine Arts | The Diffusion of Classical Art in Antiquity - 1993                                                                  | John Boardman                      |               |             | 0-691-03680-2 | 1994                                                 | 35:42               |
| The A. W. Mellon Lectures in the Fine Arts | Kings & Connoisseurs: Collecting Art in Seventeenth-Century Europe - 1994                                           | Jonathan Brown                     |               |             | 0-691-04497-X | 1995                                                 | 35:43               |
| The A. W. Mellon Lectures in the Fine Arts | After the End of Art: Contemporary Art and the Pale of History - 1995                                               | Arthur Danto                       |               |             | 0-691-01173-7 | 1997                                                 | 35:44               |
| The A. W. Mellon Lectures in the Fine Arts | The Roots of Romanticism - 1965                                                                                     | Isaiah Berlin                      |               | Henry Hardy | 0-691-00713-6 | 1999                                                 | 35:45               |
| The A. W. Mellon Lectures in the Fine Arts | From Drawing to Painting: Poussin, Watteau, Fragonard, David, and Ingres - 1996                                     | Pierre Rosenberg                   |               |             | 0-691-00918-X | 2000                                                 | 35:47               |
| The A. W. Mellon Lectures in the Fine Arts | Paths to the Absolute: Mondrian, Malevich, Kandinsky, Pollock, Newman, Rothko, and Still - 1997                     | John Golding                       |               |             | 0-691-04896-7 | 2000                                                 | 35:48               |
| The A. W. Mellon Lectures in the Fine Arts | Ten Thousand Things: Module and Mass Production in Chinese Art - 1998                                               | Lothar Ledderose                   |               |             | 0-691-00669-5 | 2000                                                 | 35:46               |
| The A. W. Mellon Lectures in the Fine Arts | Transitions - 1999                                                                                                  | Carlo Bertelli                     |               |             |               | Ninguno                                              | [35:49]             |
| The A. W. Mellon Lectures in the Fine Arts | The Quarrel between the Ancients and the Moderns in the Arts, 1600–1715 - 2000                                      | Marc Fumaroli                      |               |             |               | Ninguno                                              | [35:50]             |
| The A. W. Mellon Lectures in the Fine Arts | Giorgione and Caravaggio: Art as Revolution - 2001                                                                  | Salvatore Settis                   |               |             |               | Ninguno                                              | [35:?]              |
| The A. W. Mellon Lectures in the Fine Arts | The Moment of Caravaggio - 2002                                                                                     | Michael Fried                      |               |             | 0-691-14701-9 | 2010, versión en audio disponible on line            | 35:51               |
| The A. W. Mellon Lectures in the Fine Arts | Pictures of Nothing: Abstract Art since Pollock - 2003                                                              | Kirk Varnedoe                      |               |             | 0-691-12678-X | 2006, versión en audio disponible on line            | 35:48?              |
| The A. W. Mellon Lectures in the Fine Arts | More Than Meets the Eye - 2004                                                                                      | Irving Lavin                       |               |             |               | Ninguno                                              | [35:52?]            |
| The A. W. Mellon Lectures in the Fine Arts | "Great Work": Terms of Aesthetic Experience in Ancient Mesopotamia - 2005                                           | Irene J. Winter                    |               |             |               | Ninguno                                              | [35:53?]            |
| The A. W. Mellon Lectures in the Fine Arts | Really Old Masters: Age, Infirmity, and Reinvention - 2006                                                          | Simon Schama                       |               |             |               | Ninguno                                              | [35:54?]            |
| The A. W. Mellon Lectures in the Fine Arts | Last Looks, Last Books: The Binocular Poetry of Death: Stevens, Plath, Lowell, Bishop, Merrill - 2007               | Helen Vendler                      |               |             | 0-691-14534-1 | 2010, versión en audio disponible on line            | 35:56               |
| The A. W. Mellon Lectures in the Fine Arts | Bosch and Bruegel: Parallel Worlds - 2008                                                                           | Joseph Leo Koerner                 |               |             |               | Ninguno                                              | [35-57]             |
| The A. W. Mellon Lectures in the Fine Arts | Picasso and Truth: From Cubism to Guernica - 2009                                                                   | T. J. Clark                        |               |             | 0-691-15741-2 | 2013, versión en audio disponible on line            | 35-58               |
| The A. W. Mellon Lectures in the Fine Arts | Art and Representation in the Ancient New World - 2010                                                              | Mary Miller                        |               |             |               | Ninguno, versión en audio disponible on line         | [35:59]             |
| The A. W. Mellon Lectures in the Fine Arts | The Twelve Caesars: Images of Power from Ancient Rome to Salvador Dalí - 2011                                       | Mary Beard                         |               |             |               | Ninguno, versión en video disponible on line         | [35:60]             |
| The A. W. Mellon Lectures in the Fine Arts | Chinese Painting and Its Audiences - 2012                                                                           | Craig Clunas                       |               |             |               | Ninguno                                              | [35:61]             |
| The A. W. Mellon Lectures in the Fine Arts | Out of Site in Plain View: A History of Exhibiting Architecture since 1750 - 2013                                   | Barry Bergdoll                     |               |             |               | Ninguno, versión en audio disponible on line         | [35:62]             |
| The A. W. Mellon Lectures in the Fine Arts | Past Belief: Visions of Early Christianity in Renaissance and Reformation Europe - 2014                             | Anthony Grafton                    |               |             |               | Ninguno, versión en audio y video disponible on line | [35:63]             |

### Números 36 al 100
| Título                                                                                                   | Título del volumen | Autor(es)                                          | Traductor(es)                               | Editor(es)                                                                   | ISBN          | Año                          | Serie Bollingen N.º |
| --- | --- | -------------------------------------------------- | ------------------------------------------- | ---------------------------------------------------------------------------- | ------------- | ---------------------------- | ------------------- |
| European Literature and the Latin Middle Ages                                                            | | Ernst Robert Curtius                               | Willard R. Trask                            |                                                                              |               | 1953                         | 36                  |
| Jewish Symbols in the Greco-Roman Period                                                                 | The Archaeological Evidence from Palestine | Erwin R. Goodenough                                |                                             |                                                                              |               | 1953                         | 37:1                |
| Jewish Symbols in the Greco-Roman Period                                                                 | The Archaeological Evidence from the Diaspora                                                                                                   | Erwin R. Goodenough                                |                                             |                                                                              |               | 1953                         | 37:2                |
| Jewish Symbols in the Greco-Roman Period                                                                 | Illustrations. [Boxed with first two volumes.]                                                                                                  | Erwin R. Goodenough                                |                                             |                                                                              |               | 1953                         | 37:3                |
| Jewish Symbols in the Greco-Roman Period                                                                 | The Problem of Method. Symbols from Jewish Cult                                                                                                 | Erwin R. Goodenough                                |                                             |                                                                              |               | 1954                         | 37:4                |
| Jewish Symbols in the Greco-Roman Period                                                                 | Fish, Bread, and Wine - 1 | Erwin R. Goodenough                                |                                             |                                                                              |               | 1956                         | 37:5                |
| Jewish Symbols in the Greco-Roman Period                                                                 | Fish, Bread, and Wine - 2 (boxed with 1) | Erwin R. Goodenough                                |                                             |                                                                              |               | 1956                         | 37:6                |
| Jewish Symbols in the Greco-Roman Period                                                                 | Pagan Symbols in Judaism - 1 | Erwin R. Goodenough                                |                                             |                                                                              |               | 1958                         | 37:7                |
| Jewish Symbols in the Greco-Roman Period                                                                 | Pagan Symbols in Judaism - 2 | Erwin R. Goodenough                                |                                             |                                                                              |               | 1958                         | 37:8                |
| Jewish Symbols in the Greco-Roman Period                                                                 | Symbolism in the Dura Synagogue - Text, 1 | Erwin R. Goodenough                                |                                             |                                                                              |               | 1964                         | 37:9                |
| Jewish Symbols in the Greco-Roman Period                                                                 | Symbolism in the Dura Synagogue - Text, 2 | Erwin R. Goodenough                                |                                             |                                                                              |               | 1964                         | 37:10               |
| Jewish Symbols in the Greco-Roman Period                                                                 | Symbolism in the Dura Synagogue - Illustrations [boxed with 2 text volumes]                                                                     | Erwin R. Goodenough                                |                                             |                                                                              |               | 1964                         | 37:11               |
| Jewish Symbols in the Greco-Roman Period                                                                 | Summary and Conclusions | Erwin R. Goodenough                                |                                             |                                                                              |               | 1965                         | 37:12               |
| Jewish Symbols in the Greco-Roman Period                                                                 | Indexes and Maps | Erwin R. Goodenough                                |                                             | ?                                                                            |               | 1968                         | 37:13               |
| The Survival of the Pagan Gods: The Mythological Tradition and Its Place in Renaissance Humanism and Art | | Jean Seznec                                        | Barbara F. Sessions                         |                                                                              |               | 1953                         | 38                  |
| The Art of Indian Asia: Its Mythology and Transformations                                                | (2 volumes, text and plates, boxed) | Heinrich Zimmer                                    |                                             | Joseph Campbell                                                              |               | 1955                         | 39:1-2              |
| Egyptian Religious Texts and Representations                                                             | The Tomb of Ramesses VI (boxed text and portfolio of plates)                                                                                    |                                                    | Alexandre Piankoff                          | Natacha Rambova, fotografías L. F. Husson                                    |               | 1954                         | 40:1.1-2            |
| Egyptian Religious Texts and Representations                                                             | The Shrines of Tut-Ankh-Amon (boxed) |                                                    | Alexandre Piankoff                          | Natacha Rambova                                                              |               | 1955                         | 40:2                |
| Egyptian Religious Texts and Representations                                                             | Mythological Papyri (boxed text and portfolio of plates)                                                                                        |                                                    | Alexandre Piankoff                          | Natacha Rambova                                                              |               | 1957                         | 40:3.1-2            |
| Egyptian Religious Texts and Representations                                                             | The Litany of Re |                                                    | Alexandre Piankoff                          |                                                                              |               | 1964                         | 40:4                |
| Egyptian Religious Texts and Representations                                                             | The Pyramid of Unas |                                                    | Alexandre Piankoff                          |                                                                              |               | 1968                         | 40:5                |
| Egyptian Religious Texts and Representations                                                             | The Wandering of the Soul |                                                    | Alexandre Piankoff                          | Helen Jacquet-Gordon                                                         |               | 1974                         | 40:6                |
| Chapman's Homer                                                                                          | The Iliad | Homero                                             | George Chapman                              | Allardyce Nicoll                                                             |               | 1956                         | 41:1                |
| Chapman's Homer                                                                                          | The Odyssey and the Lesser Homerica | Homero                                             | George Chapman                              | Allardyce Nicoll                                                             |               | 1956                         | 41:2                |
| The Origins and History of Consciousness                                                                 | | Erich Neumann                                      | R. F. C. Hull                               | Prefacio: C. G. Jung                                                         |               | 1954                         | 42                  |
| The Muqaddimah: An Introduction to History. 3 volumes, boxed                                             | | Ibn Jaldún                                         | Franz Rosenthal                             | N.J. Dawood                                                                  |               | 1958, 1967                   | 43:1-3              |
| Sound and Symbol                                                                                         | Music and the External World | Victor Zuckerkandl                                 | Willard R. Trask                            |                                                                              |               | 1956                         | 44:1                |
| Sound and Symbol                                                                                         | Man the Musician | Victor Zuckerkandl                                 | Norbert Guterman                            |                                                                              | 0-691-09925-1 | 1973                         | 44:2                |
| Collected Works of Paul Valéry                                                                           | Poems | Paul Valéry                                        | David Paul, James R. Lawler                 | Jackson Mathews                                                              | 0-691-09859-X | 1971                         | 45:1                |
| Collected Works of Paul Valéry                                                                           | Poems in the Rough | Paul Valéry                                        | Hilary Corke                                | Jackson Mathews                                                              | 0-691-09845-X | 1969                         | 45:2                |
| Collected Works of Paul Valéry                                                                           | Plays | Paul Valéry                                        | David Paul, Robert Fitzgerald               | Jackson Mathews                                                              |               | 1960                         | 45:3                |
| Collected Works of Paul Valéry                                                                           | Dialogues | Paul Valéry                                        | William McCausland Stewart                  | Jackson Mathews                                                              |               | 1956                         | 45:4                |
| Collected Works of Paul Valéry                                                                           | Idée Fixe | Paul Valéry                                        | David Paul                                  | Jackson Mathews                                                              |               | 1965                         | 45:5                |
| Collected Works of Paul Valéry                                                                           | Monsieur Teste | Paul Valéry                                        | Jackson Mathews                             | Jackson Mathews                                                              | 0-691-09934-0 | 1973                         | 45:6                |
| Collected Works of Paul Valéry                                                                           | The Art of Poetry | Paul Valéry                                        | Denise Folliot                              | Jackson Mathews                                                              |               | 1958                         | 45:7                |
| Collected Works of Paul Valéry                                                                           | Leonardo, Poe, Mallarmé | Paul Valéry                                        | Malcolm Cowley, James R. Lawler             | Jackson Mathews                                                              | 0-691-09935-9 | 1972                         | 45:8                |
| Collected Works of Paul Valéry                                                                           | Masters and Friends | Paul Valéry                                        | Martin Turnell                              | Jackson Mathews                                                              |               | 1968                         | 45:9                |
| Collected Works of Paul Valéry                                                                           | History and Politics | Paul Valéry                                        | Denise Folliot, Jackson Mathews             | Jackson Mathews                                                              |               | 1962                         | 45:10               |
| Collected Works of Paul Valéry                                                                           | Occasions | Paul Valéry                                        | Roger Shattuck, Frederick Brown             | Jackson Mathews                                                              | 0-691-09856-5 | 1970                         | 45:11               |
| Collected Works of Paul Valéry                                                                           | Degas, Manet, Morisot | Paul Valéry                                        | David Paul                                  | Jackson Mathews                                                              |               | 1960                         | 45:12               |
| Collected Works of Paul Valéry                                                                           | Aesthetics | Paul Valéry                                        | Ralph Manheim                               | Jackson Mathews                                                              |               | 1964                         | 45:13               |
| Collected Works of Paul Valéry                                                                           | Analects | Paul Valéry                                        | Stuart Gilbert                              | Jackson Mathews                                                              | 0-691-09837-9 | 1970                         | 45:14               |
| Collected Works of Paul Valéry                                                                           | Moi | Paul Valéry                                        | Marthiel Mathews, Jackson Mathews           | Jackson Mathews                                                              | 0-691-09936-7 | 1975                         | 45:15               |
| The Myth of the Eternal Return: or, Cosmos and History                                                   | | Mircea Eliade                                      | Willard R. Trask                            |                                                                              |               | 1954                         | 46                  |
| The Great Mother: An Analysis of the Archetype                                                           | | Erich Neumann                                      | Ralph Manheim                               |                                                                              |               | 1955, 1963                   | 47                  |
| The Gothic Cathedral: Origins of Gothic Architecture and the Medieval Concept of Order.                  | | Otto Von Simson                                    |                                             | Apéndice: Ernst Levy                                                         |               | 1956, 1962                   | 48                  |
| The Tao of Painting: A Study of the Ritual Disposition of Chinese Painting                               | includes The Mustard Seed Garden Manual of Painting: A Facsimile of the 1887-1888 Shanghai Edition                                              | Mai-Mai Sze                                        | Mai-Mai Sze                                 | Mai-Mai Sze                                                                  |               | 1956, 1963, 1977             | 49                  |
| The Notebooks of Samuel Taylor Coleridge                                                                 | 1794-1804 | Samuel Taylor Coleridge                            |                                             | Kathleen Coburn                                                              |               | 1957                         | 50:1                |
| The Notebooks of Samuel Taylor Coleridge                                                                 | 1804-1808 | Samuel Taylor Coleridge                            |                                             | Kathleen Coburn                                                              |               | 1961                         | 50:2                |
| The Notebooks of Samuel Taylor Coleridge                                                                 | 1808-1819 | Samuel Taylor Coleridge                            |                                             | Kathleen Coburn                                                              | 0-691-09804-2 | 1973                         | 50:3                |
| The Notebooks of Samuel Taylor Coleridge                                                                 | 1819-1826 | Samuel Taylor Coleridge                            |                                             | Kathleen Coburn, Merton Christensen                                          | 0-691-09906-5 | 1990                         | 50:4                |
| The Notebooks of Samuel Taylor Coleridge                                                                 | 1827-1834 | Samuel Taylor Coleridge                            |                                             | Kathleen Coburn, Anthony John Harding                                        | 0-691-09907-1 | 2002                         | 50:5                |
| The Interpretation of Nature and the Psyche                                                              | | C. G. Jung, Wolfgang Pauli                         | R. F. C. Hull, Priscilla Silz               |                                                                              |               | 1955                         | 51                  |
| Pandora's Box: The Changing Aspects of a Mythical Symbol                                                 | | Dora Panofsky, Erwin Panofsky                      |                                             |                                                                              | 0-691-09809-3 | 1956, 1962                   | 52                  |
| Beautyway: A Navaho Ceremonial. With Navaho text in pocket                                               | |                                                    | Berard Haile                                | Leland C. Wyman, colaboradores: Maud Oakes, Laura A. Armer, Franc J. Newcomb |               | 1957                         | 53                  |
| Amor and Psyche: The Psychic Development of the Feminine, a Commentary on the Tale of Apuleius           | | Erich Neumann                                      | Ralph Manheim                               |                                                                              |               | 1956                         | 54                  |
| Éloges and Other Poems                                                                                   | | Saint-John Perse                                   | Louise Varèse                               |                                                                              |               | 1956                         | 55                  |
| Yoga: Immortality and Freedom                                                                            | | Mircea Eliade                                      | Willard R. Trask                            |                                                                              |               | 1958, 1969                   | 56                  |
| Complex/Archetype/Symbol in the Psychology of C. G. Jung                                                 | | Jolande Jacobi                                     | Ralph Manheim                               |                                                                              |               | 1959                         | 57                  |
| Mudrā: A Study of Symbolic Gestures in Japanese Buddhist Sculpture                                       | | E. Dale Saunders                                   |                                             |                                                                              |               | 1960                         | 58                  |
| Plato | An Introduction | Paul Friedländer                                   | Hans Meyerhoff                              |                                                                              | 0-691-09812-3 | 1958, 1969                   | 59:1                |
| Plato | The Dialogues: First Period | Paul Friedländer                                   | Hans Meyerhoff                              |                                                                              |               | 1964                         | 59:2                |
| Plato | The Dialogues: Second and Third Periods | Paul Friedländer                                   | Hans Meyerhoff                              |                                                                              | 0-691-09814-X | 1969                         | 59:3                |
| Samothrace: Excavations Conducted by the Institute of Fine Arts, New York University                     | The Ancient Literary Sources |                                                    | Naphtali Lewis                              | Karl Lehmann                                                                 |               | 1958                         | 60:1                |
| Samothrace: Excavations Conducted by the Institute of Fine Arts, New York University                     | The Inscriptions on Stone | P. M. Fraser                                       |                                             | Karl Lehmann                                                                 |               | 1960                         | 60:2.1              |
| Samothrace: Excavations Conducted by the Institute of Fine Arts, New York University                     | The Inscriptions on Ceramics and Minor Objects                                                                                                  | Karl Lehmann                                       |                                             | Karl Lehmann                                                                 |               | 1960                         | 60:2.2              |
| Samothrace: Excavations Conducted by the Institute of Fine Arts, New York University                     | The Hieron: Text 1 | Phyllis Williams Lehmann                           |                                             | Karl Lehmann, Phyllis Williams Lehmann                                       |               | 1969                         | 60:3.1              |
| Samothrace: Excavations Conducted by the Institute of Fine Arts, New York University                     | The Hieron: Text 2 | Phyllis Williams Lehmann                           |                                             | Karl Lehmann, Phyllis Williams Lehmann                                       |               | 1969                         | 60:3.2              |
| Samothrace: Excavations Conducted by the Institute of Fine Arts, New York University                     | The Hieron: Plates | Phyllis Williams Lehmann                           |                                             | Karl Lehmann, Phyllis Williams Lehmann                                       |               | 1969                         | 60:3.3              |
| Samothrace: Excavations Conducted by the Institute of Fine Arts, New York University                     | The Hall of Votive Gifts | Karl Lehmann                                       |                                             | Karl Lehmann, Phyllis Williams Lehmann                                       |               | 1962                         | 60:4.1              |
| Samothrace: Excavations Conducted by the Institute of Fine Arts, New York University                     | The Altar Court | Karl Lehmann, Denys Spittle                        |                                             | Karl Lehmann, Phyllis Williams Lehmann                                       |               | 1964                         | 60:4.2              |
| Samothrace: Excavations Conducted by the Institute of Fine Arts, New York University                     | The Temenos: Text | Phyllis Williams Lehmann, Denys Spittle            |                                             | Karl Lehmann, Phyllis Williams Lehmann                                       | 0-691-09917-0 | 1982                         | 60:5.1              |
| Samothrace: Excavations Conducted by the Institute of Fine Arts, New York University                     | The Temenos: Plates | Phyllis Williams Lehmann, Denys Spittle            |                                             | Karl Lehmann, Phyllis Williams Lehmann                                       |               | 1982                         | 60:5.2              |
| Samothrace: Excavations Conducted by the Institute of Fine Arts, New York University                     | The Anaktoron, the Sacristy, and the Early Strata Beneath the Arsinoeion and the Anaktoron                                                      |                                                    |                                             | Karl Lehmann, Phyllis Williams Lehmann                                       |               | Sin registro de publicación  | 60:6                |
| Samothrace: Excavations Conducted by the Institute of Fine Arts, New York University                     | The Rotunda of Arsinoe: Text | James R. McCredie                                  |                                             | Karl Lehmann, Phyllis Williams Lehmann                                       |               | 1992                         | 60:7.1              |
| Samothrace: Excavations Conducted by the Institute of Fine Arts, New York University                     | The Rotunda of Arsinoe: Plates | James R. McCredie                                  |                                             | Karl Lehmann, Phyllis Williams Lehmann                                       |               | 1992                         | 60:7.2              |
| Samothrace: Excavations Conducted by the Institute of Fine Arts, New York University                     | The Buildings of the Western Hill |                                                    |                                             | Karl Lehmann, Phyllis Williams Lehmann                                       |               | Sin registro de publicación  | 60:8                |
| Samothrace: Excavations Conducted by the Institute of Fine Arts, New York University                     | The Structures of the Eastern Hill |                                                    |                                             | Karl Lehmann, Phyllis Williams Lehmann                                       |               | Sin registro de publicación  | 60:9                |
| Samothrace: Excavations Conducted by the Institute of Fine Arts, New York University                     | The Propylon of Ptolemy II: Text | Alfred Frazer                                      |                                             | Karl Lehmann, Phyllis Williams Lehmann                                       | 0-691-09922-7 | 1990                         | 60:10.1             |
| Samothrace: Excavations Conducted by the Institute of Fine Arts, New York University                     | The Propylon of Ptolemy II: Plates | Alfred Frazer                                      |                                             | Karl Lehmann, Phyllis Williams Lehmann                                       | 0-691-09922-7 | 1990                         | 60:10.2             |
| Samothrace: Excavations Conducted by the Institute of Fine Arts, New York University                     | The Nekropoleis | Elsbeth B. Dusenbery                               |                                             | Karl Lehmann, Phyllis Williams Lehmann                                       | 0-691-03679-3 | 1998                         | 60:11               |
| Samothrace: Excavations Conducted by the Institute of Fine Arts, New York University                     | The History and Religion of the Sanctuary of the Great Gods                                                                                     |                                                    |                                             | Karl Lehmann, Phyllis Williams Lehmann                                       |               | Sin registro de publicación  | 60:12               |
| Essays of Erich Neumann                                                                                  | Art and the Creative Unconscious | Erich Neumann                                      | Ralph Manheim                               |                                                                              |               | 1959                         | 61:1                |
| Essays of Erich Neumann                                                                                  | Creative Man | Erich Neumann                                      | Eugene Rolfe                                |                                                                              | 0-691-09944-8 | 1979                         | 61:2                |
| Essays of Erich Neumann                                                                                  | The Place of Creation | Erich Neumann                                      | Múltiple                                    |                                                                              | 0-691-09965-0 | 1989                         | 61:3                |
| Essays of Erich Neumann                                                                                  | The Fear of the Feminine: And Other Essays on Feminine Psychology                                                                               | Erich Neumann                                      | Múltiple                                    |                                                                              | 0-691-03474-5 | 1994                         | 61:4                |
| Change: Eight Lectures on the I Ching                                                                    | | Hellmut Wilhelm                                    | Cary F. Baynes                              |                                                                              | 0-691-09714-3 | 1960                         | 62:1                |
| Researches on the I Ching                                                                                | | Iulian K. Shchutskii                               | William L. MacDonald, Tsuyoshi Hasegawa     | Introducción: Gerald W. Swanson                                              | 0-691-09939-1 | 1979                         | 62:2                |
| The living symbol; a case study in the process of individuation                                          | | Gerhard Adler                                      |                                             |                                                                              |               | 1961                         | 63                  |
| Zen and Japanese Culture                                                                                 | | Daisetz T. Suzuki                                  |                                             |                                                                              |               | 1959                         | 64                  |
| Archetypal Images in Greek Religion                                                                      | Prometheus: Archetypal Image of Human Existence                                                                                                 | Károly Kerényi                                     | Ralph Manheim                               |                                                                              |               | 1963                         | 65:1                |
| Archetypal Images in Greek Religion                                                                      | Dionysos: Archetypal Image of Indestructible Life                                                                                               | Károly Kerényi                                     | Ralph Manheim                               |                                                                              | 0-691-09863-8 | 1976                         | 65:2                |
| Archetypal Images in Greek Religion                                                                      | Asklepios: Archetypal Image of the Physician's Existence                                                                                        | Károly Kerényi                                     | Ralph Manheim                               |                                                                              |               | 1959                         | 65:3                |
| Archetypal Images in Greek Religion                                                                      | Eleusis: Archetypal Image of Mother and Daughter                                                                                                | Károly Kerényi                                     | Ralph Manheim                               |                                                                              |               | 1959                         | 65:4                |
| Archetypal Images in Greek Religion                                                                      | Zeus and Hera: Archetypal Image of Father, Husband, and Wife                                                                                    | Károly Kerényi                                     | Christopher Holme                           |                                                                              | 0-691-09864-6 | 1975                         | 65:5                |
| Avicenna and the Visionary Recital                                                                       | | Henry Corbin                                       | Willard R. Trask                            |                                                                              |               | 1960                         | 66                  |
| Seamarks                                                                                                 | | Saint-John Perse                                   | Wallace Fowlie                              |                                                                              |               | 1958                         | 67                  |
| The Archetypal World of Henry Moore                                                                      | | Erich Neumann                                      | R. F. C. Hull                               |                                                                              |               | 1959                         | 68                  |
| Chronique                                                                                                | | Saint-John Perse                                   | Robert Fitzgerald                           |                                                                              |               | 1961                         | 69:1                |
| Song for an Equinox                                                                                      | | Saint-John Perse                                   | Richard Howard                              |                                                                              | 0-691-09938-3 | 1977                         | 69:2                |
| The Kariye Djami [First 3 volumes boxed]                                                                 | Historical Introduction and Description of the Mosaics and Frescoes                                                                             | Paul A. Underwood                                  |                                             |                                                                              |               | 1966                         | 70:1                |
| The Kariye Djami                                                                                         | The Mosaics/ Plates 1-334 | Paul A. Underwood                                  |                                             |                                                                              |               | 1966                         | 70:2                |
| The Kariye Djami                                                                                         | The Frescoes/ Plates 335-553 | Paul A. Underwood                                  |                                             |                                                                              |               | 1966                         | 70:3                |
| The Kariye Djami                                                                                         | Studies in the Art of the Kariye Djami | Paul A. Underwood et al.                           |                                             |                                                                              |               | 1975                         | 70:4                |
| The Collected Dialogues of Plato                                                                         | | Platón                                             | Múltiple                                    | Edith Hamilton, Huntington Cairns                                            | 0-691-09718-6 | 1961                         | 71:1                |
| The Complete Works of Aristotle, The Revised Oxford Translation                                          | Volume 1 | Aristóteles                                        | Múltiple                                    | Jonathan Barnes                                                              | 0-691-09950-2 | 1984                         | 71:2.1              |
| The Complete Works of Aristotle, The Revised Oxford Translation                                          | Volume 2 | Aristóteles                                        | Múltiple                                    | Jonathan Barnes                                                              | 0-691-09950-2 | 1984                         | 71:2.2              |
| Eugene Onegin: A Novel in Verse                                                                          | Introduction, Translation, Lexicon | Aleksandr Pushkin                                  | Vladimir Nabokov                            |                                                                              | 0-691-09744-5 | 1964, 1975                   | 72:1                |
| Eugene Onegin: A Novel in Verse                                                                          | Commentary on Preliminaries and Chapters One to Five                                                                                            | Aleksandr Pushkin                                  | Vladimir Nabokov                            |                                                                              | 0-691-09744-5 | 1964, 1975                   | 72:2                |
| Eugene Onegin: A Novel in Verse                                                                          | Commentary on Chapters Six to "Ten", Appendixes                                                                                                 | Aleksandr Pushkin                                  | Vladimir Nabokov                            |                                                                              | 0-691-09744-5 | 1964, 1975                   | 72:3                |
| Eugene Onegin: A Novel in Verse                                                                          | Index, Reproduction of 1837 Russian Text | Aleksandr Pushkin                                  | Vladimir Nabokov                            |                                                                              | 0-691-09744-5 | 1964, 1975                   | 72:4                |
| Hindu Polytheism                                                                                         | | Alain Daniélou                                     |                                             |                                                                              |               | 1964                         | 73                  |
| Literary Language and Its Public in Late Latin Antiquity and in the Middle Ages                          | | Erich Auerbach                                     | Ralph Manheim                               |                                                                              |               | 1965                         | 74                  |
| The Collected Works of Samuel Taylor Coleridge                                                           | Lectures 1795 On Politics and Religion | Samuel Taylor Coleridge                            |                                             | Lewis Patton, Peter Mann                                                     |               | 1971                         | 75:1                |
| The Collected Works of Samuel Taylor Coleridge                                                           | The Watchman | Samuel Taylor Coleridge                            |                                             | Lewis Patton                                                                 |               | 1970                         | 75:2                |
| The Collected Works of Samuel Taylor Coleridge                                                           | Essays on His Times in The Morning Post and The Courier [3 volumes]                                                                             | Samuel Taylor Coleridge                            |                                             | David V. Erdman                                                              | 0-691-09871-9 | 1978                         | 75:3.1-3            |
| The Collected Works of Samuel Taylor Coleridge                                                           | The Friend [2 volumes] | Samuel Taylor Coleridge                            |                                             | Barbara E. Rooke                                                             |               | 1969                         | 75:4.1-2            |
| The Collected Works of Samuel Taylor Coleridge                                                           | Lectures 1808-1819: On Literature [2 volumes]                                                                                                   | Samuel Taylor Coleridge                            |                                             | Reginald A. Foakes                                                           | 0-691-09872-7 | 1987                         | 75:5.1-2            |
| The Collected Works of Samuel Taylor Coleridge                                                           | Lay Sermons | Samuel Taylor Coleridge                            |                                             | R. J. White                                                                  |               | 1972                         | 75:6                |
| The Collected Works of Samuel Taylor Coleridge                                                           | Biographia literaria, or, Biographical sketches of my literary life and opinions [2 volumes]                                                    | Samuel Taylor Coleridge                            |                                             | James Engell, W. Jackson Bate                                                | 0-691-09874-3 | 1983                         | 75:7.1-2            |
| The Collected Works of Samuel Taylor Coleridge                                                           | Lectures 1818-1819: On the History of Philosophy [2 volumes]                                                                                    | Samuel Taylor Coleridge                            |                                             | J. R. de J. Jackson                                                          | 0-691-09875-1 | 2000                         | 75:8.1-2            |
| The Collected Works of Samuel Taylor Coleridge                                                           | Aids to Reflection | Samuel Taylor Coleridge                            |                                             | John B. Beer                                                                 | 0-691-09876-X | 1993                         | 75:9                |
| The Collected Works of Samuel Taylor Coleridge                                                           | On the Constitution of the Church and State | Samuel Taylor Coleridge                            |                                             | John Colmer                                                                  | 0-691-09877-8 | 1976                         | 75:10               |
| The Collected Works of Samuel Taylor Coleridge                                                           | Shorter works and fragments [2 volumes] | Samuel Taylor Coleridge                            |                                             | H. J. Jackson, J. R. de J. Jackson                                           | 0-691-09878-6 | 1995                         | 75:11.1-2           |
| The Collected Works of Samuel Taylor Coleridge                                                           | Marginalia: Part 1. Abbt to Byfield | Samuel Taylor Coleridge                            |                                             | George Whalley                                                               | 0-691-09879-4 | 1980                         | 75:12.1             |
| The Collected Works of Samuel Taylor Coleridge                                                           | Marginalia: Part 2. Camden to Hutton | Samuel Taylor Coleridge                            |                                             | George Whalley                                                               | 0-691-09889-1 | 1985                         | 75:12.2             |
| The Collected Works of Samuel Taylor Coleridge                                                           | Marginalia: Part 3. Irving to Oxlee | Samuel Taylor Coleridge                            |                                             | George Whalley                                                               | 0-691-09954-5 | 1992                         | 75:12.3             |
| The Collected Works of Samuel Taylor Coleridge                                                           | Marginalia: Part 4. Pamphlets to Shakespeare | Samuel Taylor Coleridge                            |                                             | George Whalley                                                               | 0-691-09957-X | 1999                         | 75:12.4             |
| The Collected Works of Samuel Taylor Coleridge                                                           | Marginalia: Part 5. Sherlock to Unidentified.                                                                                                   | Samuel Taylor Coleridge                            |                                             | H. J. Jackson, George Whalley                                                | 0-691-09958-8 | 1999                         | 75:12.5             |
| The Collected Works of Samuel Taylor Coleridge                                                           | Marginalia: Part 6. Valckenaer to Zwick | Samuel Taylor Coleridge                            |                                             | H. J. Jackson, George Whalley                                                | 0-691-00495-1 | 2001                         | 75:12.6             |
| The Collected Works of Samuel Taylor Coleridge                                                           | Logic | Samuel Taylor Coleridge                            |                                             | J. R. de J. Jackson                                                          | 0-691-09880-8 | 1981                         | 75:13               |
| The Collected Works of Samuel Taylor Coleridge                                                           | Table Talk [2 volumes] | Samuel Taylor Coleridge                            |                                             | Carl Woodring, grabado por Henry Nelson Coleridge, John Taylor Coleridge     | 0-691-09881-6 | 1990                         | 75:14.1-2           |
| The Collected Works of Samuel Taylor Coleridge                                                           | Opus Maximum | Samuel Taylor Coleridge                            |                                             | Thomas McFarland                                                             | 0-691-09882-1 | 2002                         | 75:15               |
| The Collected Works of Samuel Taylor Coleridge                                                           | Poetical Works: Poems (reading text), in 2 parts                                                                                                | Samuel Taylor Coleridge                            |                                             | J. C. C. Mays                                                                | 0-691-00483-8 | 2001                         | 75:16.1(1-2)        |
| The Collected Works of Samuel Taylor Coleridge                                                           | Poetical Works: Poems (Variorum text), in 2 parts                                                                                               | Samuel Taylor Coleridge                            |                                             | J. C. C. Mays                                                                | 0-691-00484-6 | 2001                         | 75:16.2(1-2)        |
| The Collected Works of Samuel Taylor Coleridge                                                           | Poetical Works: Plays, in 2 parts | Samuel Taylor Coleridge                            |                                             | J. C. C. Mays                                                                | 0-691-09883-2 | 2001                         | 75:16.3(1-2)        |
| Shamanism: Archaic Techniques of Ecstasy                                                                 | | Mircea Eliade                                      | Willard R. Trask                            |                                                                              | 0-691-09827-1 | 1964                         | 76                  |
| Aurora Consurgens                                                                                        | | Atribuido a Thomas Aquinas                         | R. F. C. Hull, A. S. B. Glover              | Marie-Louise von Franz                                                       |               | 1966                         | 77                  |
| The Demands of Art                                                                                       | | Max Raphael                                        | Norbert Guterman                            |                                                                              |               | 1968                         | 78                  |
| The "I" and the "Not-I": A Study in the Development of Consciousness                                     | | M. Esther Harding                                  |                                             |                                                                              |               | 1965                         | 79                  |
| The Divine Comedy                                                                                        | Inferno. Italian Text and Translation | Dante Alighieri                                    | Charles S. Singleton                        |                                                                              | 0-691-09855-7 | 1970                         | 80:1.1              |
| The Divine Comedy                                                                                        | Inferno. Commentary | Dante Alighieri                                    | Charles S. Singleton                        |                                                                              | 0-691-09855-7 | 1970                         | 80:1.2              |
| The Divine Comedy                                                                                        | Purgatorio. Italian Text and Translation | Dante Alighieri                                    | Charles S. Singleton                        |                                                                              | 0-691-09887-5 | 1973                         | 80:2.1              |
| The Divine Comedy                                                                                        | Purgatorio. Commentary | Dante Alighieri                                    | Charles S. Singleton                        |                                                                              | 0-691-09887-5 | 1973                         | 80:2.2              |
| The Divine Comedy                                                                                        | Paradiso. Italian Text and Translation | Dante Alighieri                                    | Charles S. Singleton                        |                                                                              | 0-691-09888-3 | 1975                         | 80:3.1              |
| The Divine Comedy                                                                                        | Paradiso. Commentary | Dante Alighieri                                    | Charles S. Singleton                        |                                                                              | 0-691-09888-3 | 1975                         | 80:3.2              |
| Illuminated Manuscripts of the Divine Comedy                                                             | boxed set of text and plates | Peter Brieger, Millard Meiss, Charles S. Singleton |                                             |                                                                              |               | 1969                         | 81                  |
| Birds. [boxed]                                                                                           | | Saint-John Perse                                   | Robert Fitzgerald                           | Grabados en color: Georges Braque                                            |               | 1966                         | 82                  |
| The Inward Turn of Narrative                                                                             | | Erich Kahler                                       | Richard Winston, Clara Winston              | Prefacio: Joseph Frank                                                       | 0-691-09891-3 | 1973                         | 83                  |
| Myth, Religion, and Mother Right                                                                         | | Johann Jakob Bachofen                              | Ralph Manheim                               | Prefacio: George Boas; introducción: Joseph Campbell                         |               | 1967                         | 84                  |
| Selected Works of Miguel de Unamuno                                                                      | Peace in War | Miguel de Unamuno                                  | Allen Lacy, Martin Nozick, Anthony Kerrigan | Introducción: Allen Lacy                                                     | 0-691-09926-X | 1983                         | 85:1                |
| Selected Works of Miguel de Unamuno                                                                      | The Private World: Selections from the Diario Íntimo and Selected Letters 1890-1936                                                             | Miguel de Unamuno                                  | Anthony Kerrigan, Allen Lacy, Martin Nozick | Introducción: Allen Lacy                                                     | 0-691-09927-8 | 1984                         | 85:2                |
| Selected Works of Miguel de Unamuno                                                                      | Our Lord Don Quixote | Miguel de Unamuno                                  | Anthony Kerrigan                            | Introducción: Walter Starkie                                                 |               | 1967                         | 85:3                |
| Selected Works of Miguel de Unamuno                                                                      | The Tragic Sense of Life in Men and Nations | Miguel de Unamuno                                  | Anthony Kerrigan                            | Introducción: Salvador de Madariaga; epílogo: William Barrett                | 0-691-09860-3 | 1972                         | 85:4                |
| Selected Works of Miguel de Unamuno                                                                      | The Agony of Christianity and Essays on Faith                                                                                                   | Miguel de Unamuno                                  | Anthony Kerrigan                            |                                                                              | 0-691-09933-2 | 1974                         | 85:5                |
| Selected Works of Miguel de Unamuno                                                                      | Novela/Nivola | Miguel de Unamuno                                  | Anthony Kerrigan                            | Prefacio: Jean Cassou                                                        | 0-691-09929-4 | 1976                         | 85:6                |
| Selected Works of Miguel de Unamuno                                                                      | Ficciones: Four Stories and a Play | Miguel de Unamuno                                  | Anthony Kerrigan                            | Introducción y notas: Martin Nozick                                          | 0-691-09930-8 | 1976                         | 85:7                |
| Two Addresses                                                                                            | | Saint-John Perse                                   | W. H. Auden, Robert Fitzgerald              |                                                                              |               | 1966                         | 86                  |
| Collected Poems                                                                                          | | Saint-John Perse                                   | Múltiple                                    |                                                                              | 0-691-09858-1 | 1971                         | 87:1                |
| Letters                                                                                                  | | Saint-John Perse                                   | Arthur J. Knodel                            |                                                                              | 0-691-09868-9 | 1978                         | 87:2                |
| Thomas Taylor the Platonist: Selected Writings                                                           | | Thomas Taylor                                      |                                             | Kathleen Raine, George Mills Harper                                          |               | 1969                         | 88                  |
| Coomaraswamy: Selected Papers                                                                            | Traditional Art and Symbolism | Ananda Coomaraswamy                                |                                             | Roger Lipsey                                                                 | 0-691-09885-9 | 1977                         | 89:1                |
| Coomaraswamy: Selected Papers                                                                            | Metaphysics | Ananda Coomaraswamy                                |                                             | Roger Lipsey                                                                 | 0-691-09932-4 | 1977                         | 89:2                |
| Coomaraswamy: His Life and Work                                                                          | | Roger Lipsey                                       |                                             |                                                                              | 0-691-00931-6 | 1977                         | 89:3                |
| Studies in Religious Iconography                                                                         | Religious Art in France, The Twelfth Century | Émile Mâle                                         | Marthiel Mathews                            | Harry Bober                                                                  | 0-691-09912-5 | 1978                         | 90:1                |
| Studies in Religious Iconography                                                                         | Religious Art in France, The Thirteenth Century                                                                                                 | Émile Mâle                                         | Marthiel Mathews                            | Harry Bober                                                                  | 0-691-09913-2 | 1985                         | 90:2                |
| Studies in Religious Iconography                                                                         | Religious Art in France, The Late Middle Ages                                                                                                   | Émile Mâle                                         | Marthiel Mathews                            | Harry Bober                                                                  | 0-691-09914-9 | 1987                         | 90:3                |
| Studies in Religious Iconography                                                                         | Religious Art after the Council of Trent | Émile Mâle                                         | Marthiel Mathews                            | Harry Bober                                                                  |               | Posiblemente nunca publicada | 90:4                |
| Creative Imagination in the Ṣūfism of Ibn ʿArabī                                                         | | Henry Corbin                                       | Ralph Manheim                               |                                                                              | 0-691-09852-2 | 1969, 1977, 1998             | 91:1                |
| Spiritual Body and Celestial Earth: From Mazdean Iran to Shīʿite Iran                                    | | Henry Corbin                                       | Nancy Pearson                               |                                                                              | 0-691-09937-3 | 1977                         | 91:2                |
| Samothracian Reflections: Aspects of the Revival of the Antique                                          | | Phyllis Williams Lehmann, Karl Lehmann             |                                             |                                                                              | 0-691-09909-X | 1971                         | 92                  |
| Sabbatai Sevi: The Mystical Messiah, 1626-1676                                                           | | Gershom Gerhard Scholem                            | R. J. Zwi Werblowsky                        |                                                                              | 0-691-09916-2 | 1973                         | 93                  |
| The Freud/Jung Letters: The Correspondence between Sigmund Freud and C. G. Jung                          | | Sigmund Freud y C. G. Jung                         | R. F. C. Hull y Ralph Manheim               | William McGuire                                                              | 0-691-09890-5 | 1974                         | 94                  |
| C. G. Jung Letters                                                                                       | 1906-1950 | C. G. Jung                                         | R. F. C. Hull                               | Gerhard Adler y Aniela Jaffé                                                 |               | 1973                         | 95:1                |
| C. G. Jung Letters                                                                                       | 1951-1961 | C. G. Jung                                         | R. F. C. Hull                               | Gerhard Adler y Aniela Jaffé                                                 | 0-691-09724-0 | 1975                         | 95:2                |
| Mehmed the Conqueror and His Time                                                                        | | Franz Babinger                                     | Ralph Manheim                               | William B. Hickman                                                           | 0-691-09900-2 | 1978                         | 96                  |
| C. G. Jung Speaking: Interviews and Encounters                                                           | | C. G. Jung                                         |                                             | William McGuire, R. F. C. Hull                                               |               | 1977                         | 97:1                |
| C. G. Jung: Word and Image                                                                               | | C. G. Jung                                         |                                             | Aniela Jaffé                                                                 | 0-691-09942-1 | 1979                         | 97:2                |
| The Passion of al-Hallāj: Mystic and Martyr of Islam                                                     | The life of al-Hallāj | Louis Massignon                                    | Herbert Mason                               |                                                                              | 0-691-09910-3 | 1982                         | 98:1                |
| The Passion of al-Hallāj: Mystic and Martyr of Islam                                                     | The survival of al-Hallāj | Louis Massignon                                    | Herbert Mason                               |                                                                              | 0-691-09910-3 | 1982                         | 98:2                |
| The Passion of al-Hallāj: Mystic and Martyr of Islam                                                     | The doctrine of al-Hallāj | Louis Massignon                                    | Herbert Mason                               |                                                                              | 0-691-09910-3 | 1982                         | 98:3                |
| The Passion of al-Hallāj: Mystic and Martyr of Islam                                                     | Bibliography and index | Louis Massignon                                    | Herbert Mason                               |                                                                              | 0-691-09910-3 | 1982                         | 98:4                |
| Seminar Notes                                                                                            | Analytical psychology : notes of the seminar given in 1925                                                                                      | C. G. Jung                                         |                                             | William McGuire, 2ª edición: Sonu Shamdasani                                 | 0-691-09897-2 | 1989, 2012                   | 99                  |
| Seminar Notes                                                                                            | Dream analysis: notes of the seminar given in 1928-1930                                                                                         | C. G. Jung                                         |                                             | William McGuire                                                              | 0-691-09896-4 | 1984                         | 99                  |
| Seminar Notes                                                                                            | Visions: notes of the seminar given in 1930-1934                                                                                                | C. G. Jung                                         |                                             | Claire Douglas                                                               | 0-691-09971-5 | 1997                         | 99                  |
| Seminar Notes                                                                                            | The psychology of Kundalini yoga: notes of the seminar given in 1932                                                                            | C. G. Jung                                         |                                             | Sonu Shamdasani                                                              | 0-691-02127-9 | 1996                         | 99                  |
| Seminar Notes                                                                                            | Nietzsche's Zarathustra: notes of the seminar given in 1934-1939, 2 volumes                                                                     | C. G. Jung                                         | Originalmente en inglés                     | James L. Jarrett                                                             | 0-691-09953-7 | 1988                         | 99                  |
| Seminar Notes                                                                                            | Dream interpretation ancient and modern: notes from the seminar given in 1936-1941: reports by seminar members with discussions of dream series | C. G. Jung                                         | Ernst Falzeder, Tony Woolfson               | John Peck, Lorenz Jung, Maria Meyer-Grass                                    | 0-691-15945-4 | 2008, 2014                   | [99]                |
| The Mythic Image                                                                                         | | Joseph Campbell, M. J. Abadie                      |                                             |                                                                              | 0-691-09869-7 | 1974                         | 100                 |
| Bollingen: An Adventure in Collecting the Past                                                           | | William McGuire                                    |                                             |                                                                              | 0-691-09951-0 | 1982                         | Fuera de colección  |